# 圖-95轟炸機
图-119（俄语： Туполев Ту-119），是图波列夫设计局开发的一种实验性核动力轰炸机。该机原名图-95LAL，是在图-95战略轰炸机的基础上改装而来。本来只是实验核反应堆的辐射和安全性，1961年5月首次升空，其核反应堆安装在弹仓位置，飞行时仍使用常规动力。8月后改为正式使用核动力，编号也改为图119，动力为NK-14A型核动力涡桨发动机。考虑到核辐射对成员的影响以及洲际导弹的发展，苏联在不久之后停止了对这一型号的继续研究。

## 规格参数
参考资料：Combat Aircraft since 1945
基本信息
性能

## 相关
类似机型：X-6试验机